# Hannah Montana – Der Film
Hannah Montana – Der Film (Originaltitel Hannah Montana: The Movie) ist ein US-amerikanischer Spielfilm aus dem Jahr 2009. Er basiert auf der gleichnamigen Disney-Serie Hannah Montana. Der Kinostart in den USA war der 10. April 2009. In Deutschland wurde der Filmstart auf den 1. Juni statt auf den 4. Juni 2009 vorverlegt. Am 25. April 2009 fand bereits die Vorpremiere in ca. 100 Kinos statt.

## Handlung
Miley Stewart ist überfordert mit ihrem Alter Ego Hannah Montana. Nach dem Ende des Konzerts und dem Filmen des Musik-Videos zum Song The Best of Both Worlds 2009 Movie Mix nimmt Oswald, ein Journalist für ein Magazin, mit einer Kamera ein Gespräch zwischen Hannah und ihrer Presseagentin Vita auf und erfährt, dass Hannah ein Geheimnis hat.
Allerdings bekommt Miley Schwierigkeiten, als sie mit Tyra Banks um ein Paar Schuhe kämpft, das Miley ihrer besten Freundin Lilly zum Geburtstag schenken wollte. Als Oswald ihr heimlich folgt, ist sie gezwungen, als Hannah Montana zu Lillys Geburtstag zu kommen, und zieht die Aufmerksamkeit auf sich anstatt auf Lilly. Oliver und Rico versuchen Lilly dabei aufzuhalten, ihre Geburtstagsparty zu verlassen, doch die Situation spitzt sich zu, als Rico einen Geburtstagskuchen explodieren lässt.
Hannahs und Tyras Kampf erscheint auf der Titelseite eines Magazins und Mileys Vater Robby ist wütend. Am selben Tag fliegen sie, so glaubt Miley, in einem Privatjet zu den World Music Awards in New York City. Allerdings landet das Flugzeug wider Erwarten in Crowley Corners, Tennessee, Mileys Heimatstadt. Es stellt sich bald heraus, dass Robby wegen des Geburtstags von Ruby, Mileys Großmutter, nach Crowley Corners fliegen wollte. Außerdem wollte er Miley zeigen, welches Leben sie hätte haben können, wenn sie nicht weggezogen wären. Als Miley fragt, ob sie jemals wieder Hannah Montana sein darf, antwortet Robby, dass sie ihn nochmal in zwei Wochen fragen solle.
In Tennessee findet Robby eine neue Liebe, Lorelei. Miley verliebt sich in ihren früheren Freund Travis Brody.
Miley verbringt Zeit mit ihrer besten Freundin Lilly, die zusammen mit Hannahs Band und Crew kommt. Als Hannah Travis ermutigt, Miley um ein Date zu bitten, sagt Miley ja, jedoch hatte sie auch zu einem Abendessen mit dem Bürgermeister als Hannah zur gleichen Zeit zugesagt. Miley läuft die ganze Zeit zwischen dem Essen mit dem Bürgermeister zu Travis und wieder zurück. Als Miley aus dem Haus des Abendessens mit dem Bürgermeister geht und ihre Perücke in der Hand hält, sieht Travis sie dabei und lehnt sie ab. Miley ist am Boden zerstört. Danach muss Robby mit Lorelei die Beziehung beenden, um auf Miley Acht zu geben.
Auf einem Hannah-Montana-Konzert im Ort stoppt Hannah mitten im Song, als sie Travis sieht. Sie fühlt sich schuldig und zieht ihre Perücke herunter. Sie meint, dass sie nie wieder Hannah Montana sein könne, doch ein kleines Mädchen erwidert, dass alle Anwesenden niemandem ihr Geheimnis erzählen werden. Das ganze Publikum ruft „Hannah“. Als sie ihre Perücke wieder anzieht, schießt Oswald ein Foto mit der Kamera seines Mobiltelefons und rennt weg. Doch Miley/Hannah und Robby können ihn überzeugen, seinen Töchtern zuliebe das Foto nicht an den Verlag zu senden, und Oswald lässt sich überreden und kündigt seinen Job. Am Ende küsst sie Travis. Robby und Lorelei erneuern ihre Beziehung.

## Hintergrund
Die Dreharbeiten begannen im April 2008 in Los Angeles, Kalifornien und Columbia, Tennessee. Im Juli 2008 wurden die Dreharbeiten abgeschlossen.
| Figur                        | Darsteller          | Deutscher Sprecher      |
| ---------------------------- | ------------------- | ----------------------- |
| Miley Stewart/Hannah Montana | Miley Cyrus         | Shandra Schadt          |
| Robby Ray Stewart            | Billy Ray Cyrus     | Thomas Amper            |
| Lilly Truscott               | Emily Osment        | Marieke Oeffinger       |
| Jackson Stewart              | Jason Earles        | Manuel Straube          |
| Oliver Oken                  | Mitchel Musso       | Johannes Wolko          |
| Rico                         | Moisés Arias        | Tobias John von Freyend |
| Travis Brody                 | Lucas Till          | Benedikt Gutjan         |
| Ruby                         | Margo Martindale    | Ilona Grandke           |
| Lorelei                      | Melora Hardin       | Madeleine Stolze        |
| Oswald Granger               | Peter Gunn          | Martin Halm             |
| Mr. Bradley                  | Barry Bostwick      | Frank Engelhardt        |
| Tyra Banks                   | Tyra Banks          | Kathrin Gaube           |
| Vita                         | Vanessa L. Williams | Katrin Fröhlich         |
| Taylor Swift                 | Taylor Swift        | Jacqueline Belle        |

## Soundtrack
Der Soundtrack erschien Ende März und stieg auf Platz 2 der US-amerikanischen Billboard 200 ein. Drei Wochen später stand er auf Platz eins. Gleich mehrere Singles platzierten sich in den Billboard Hot 100. In Österreich erreichte er ebenfalls Platz eins, in Deutschland Platz 6, in der Schweiz Platz 17. Auf dem Soundtrack sind folgende Songs zu finden:
1. You’ll Always Find Your Way Back Home – Hannah Montana
2. Let’s Get Crazy – Hannah Montana
3. The Good Life – Hannah Montana
4. Everything I Want – Steve Rushton
5. Don’t Walk Away – Miley Cyrus
6. Hoedown Throwdown – Miley Cyrus
7. Dream – Miley Cyrus
8. The Climb – Miley Cyrus
9. Butterfly Fly Away – Miley Cyrus and Billy Ray Cyrus
10. Backwards (akustisch) – Rascal Flatts
11. Back to Tennessee – Billy Ray Cyrus
12. Crazier – Taylor Swift
13. Bless the Broken Road – (akustisch) – Rascal Flatts
14. Let’s Do This – Hannah Montana
15. Spotlight – Hannah Montana
16. Game Over – Steve Rushton
17. What’s Not to Like – Hannah Montana
18. The Best of Both Worlds: 2009 Movie Mix – Hannah Montana

### Chartplatzierungen
| ChartsChartplatzierungen       | Höchstplatzierung | Wochen |
| ------------------------------ | ----------------- | ------ |
| Deutschland (GfK)              | 6 (43 Wo.)        | 43     |
| Österreich (Ö3)                | 1 (38 Wo.)        | 38     |
| Schweiz (IFPI)                 | 13 (39 Wo.)       | 39     |
| Vereinigte Staaten (Billboard) | 1 (71 Wo.)        | 71     |

| ChartsJahrescharts (2009)      | Platzierung |
| ------------------------------ | ----------- |
| Deutschland (GfK)              | 30          |
| Österreich (Ö3)                | 14          |
| Schweiz (IFPI)                 | 58          |
| Vereinigte Staaten (Billboard) | 5           |

| ChartsJahrescharts (2010)      | Platzierung |
| ------------------------------ | ----------- |
| Vereinigte Staaten (Billboard) | 107         |

### Auszeichnungen für Musikverkäufe
| Land/Region                  | Auszeichnungen für Musikverkäufe (Land/Region, Auszeichnung, Verkäufe) | Verkäufe  |
| ---------------------------- | ---------------------------------------------------------------------- | --------- |
| Australien (ARIA)            | Platin                                                                 | 70.000    |
| Brasilien (PMB)              | Gold                                                                   | 30.000    |
| Deutschland (BVMI)           | Gold                                                                   | 100.000   |
| Golf-Kooperationsrat (IFPI)  | Platin                                                                 | 6.000     |
| Mexiko (AMPROFON)            | Platin                                                                 | 80.000    |
| Neuseeland (RMNZ)            | Platin                                                                 | 15.000    |
| Österreich (IFPI)            | Platin                                                                 | 20.000    |
| Portugal (AFP)               | Platin                                                                 | 20.000    |
| Spanien (Promusicae)         | Gold                                                                   | 30.000    |
| Vereinigte Staaten (RIAA)    | 2× Platin                                                              | 2.000.000 |
| Vereinigtes Königreich (BPI) | Gold                                                                   | 100.000   |
| Insgesamt                    | 4× Gold · 8× Platin ·                                                  | 2.471.000 |

Hauptartikel: Miley Cyrus/Auszeichnungen für Musikverkäufe

## Rezeption
Hannah Montana – Der Film erhielt ein durchwachsenes Presseecho, was sich auch in den Auswertungen US-amerikanischer Aggregatoren widerspiegelt. So erfasst Rotten Tomatoes ähnlich viele wohlwollende wie kritische Besprechungen und ordnet den Film dementsprechend als „Gammelig“ ein. Laut Metacritic fallen die Bewertungen im Mittel „Gemischt oder Durchschnittlich“ aus.

„Kinoableger der populären Disney-Serie, die ein selbstreflexives Spiel mit Schein und Sein betreibt. Der Film richtet sich an (jugendlich-weibliche) Fans, hat für alle anderen aber wenig mehr zu bieten als ein handwerklich versiertes, überraschungsarmes, glattes Star-Vehikel.“

„Die Dramatik dieser Geschichte hält sich zwar in Grenzen – aber der Zuckerschock dank Miley Cyrus auch.
Fazit: Die simple Story des Musikfilms feiert letztlich nur das Leben in der US-Provinz. Doch der Charme der Hauptdarstellerin übertüncht alles.“

„Auf die Zielgruppe der Mädchen zugeschnitten, präsentiert der Film in weiten Kameraeinstellungen Pferdeidyllen und in Slow Motion gedrehte Ausritte mit dem ritterlichen Travis und hält sich treu an den konservativen Disney-Stil.“

„Ganz auf junge Mädchen zugeschnittene Komödie, an der auch musikbegeisterte Eltern ihren Spaß haben könnten – vorausgesetzt, sie dürfen ihre Kinder ins Kino begleiten!“

Miley Cyrus wurde bei den MTV Movie Awards 2009 in der Kategorie Bester Filmsong („The Climb“) ausgezeichnet und erhielt zusätzlich eine Nominierung als Beste Newcomerin. Den Negativpreis Goldene Himbeere 2010 bekam Billy Ray Cyrus in der Kategorie Schlechtester Nebendarsteller, Miley Cyrus war zusätzlich als Schlechteste Schauspielerin nominiert.